# Ascorhynchus birsteini
Ascorhynchus birsteini är en havsspindelart som beskrevs av Turpaeva, E.P. 1971. Ascorhynchus birsteini ingår i släktet Ascorhynchus och familjen Ammotheidae. Inga underarter finns listade i Catalogue of Life.